# Pileus (meteorologia)

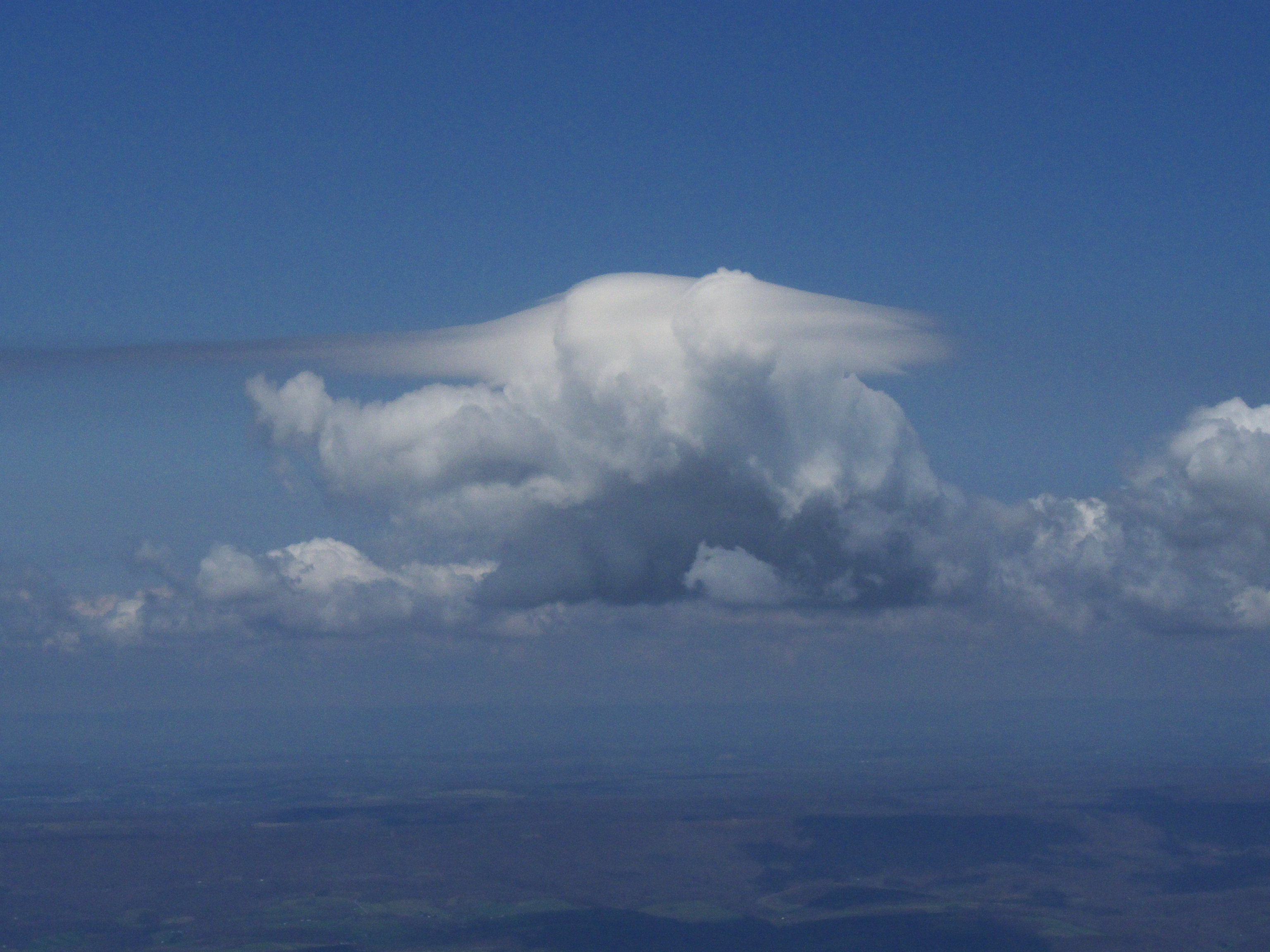
Pileus em uma nuvem cumulus

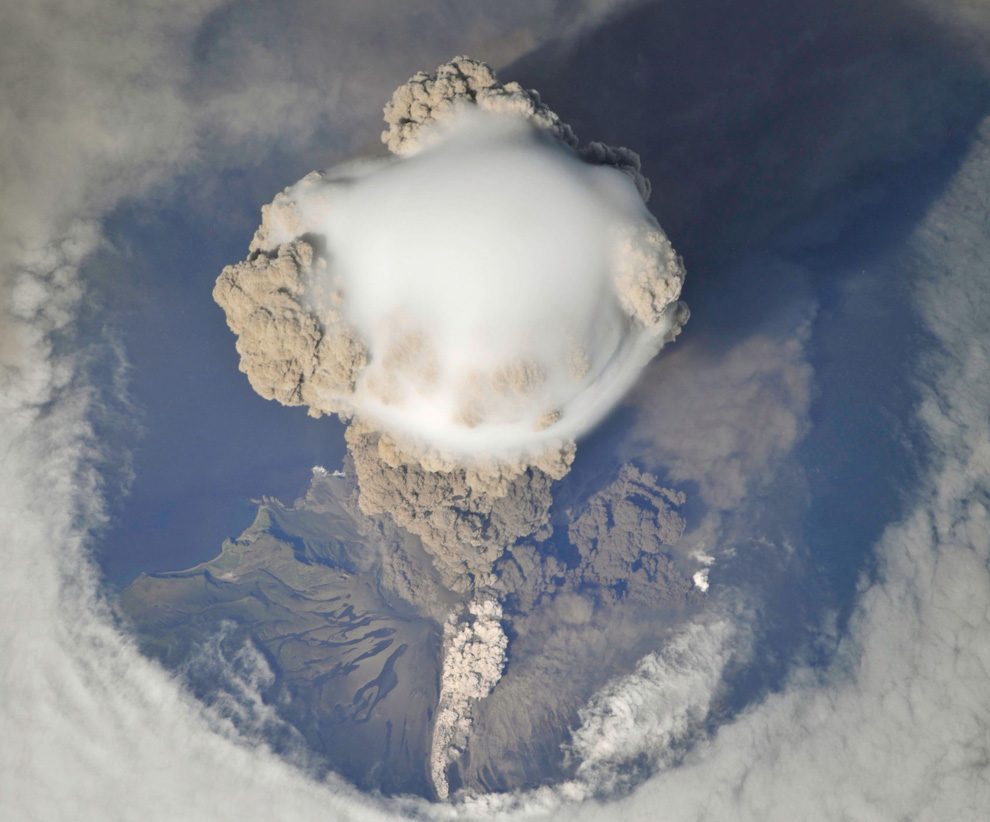
Pileus formando sobre a nuvem de cinzas de uma erupção do Pico Sarychev

Um pileus ( /ˈpaɪliəs/; latim para "boné"), também chamado lenço de nuvem ou boné da nuvem, é uma pequena horizontal, uma nuvem lenticular que aparece acima de um cumulus ou cumulonimbus, dando o pai nuvem uma característica "sem camisa". A nuvem pileus tende a mudar de forma rapidamente.[carece de fontes?]

Eles são formados por uma forte corrente ascendente em altitudes mais baixas, que age sobre o ar úmido acima, fazendo com que o ar fresco para o seu ponto de orvalho. Como tal, eles normalmente são indicadores de mau tempo, um pileus encontrado em cima de uma nuvem cumulus geralmente prenuncia a transformação em uma nuvem cumulonimbus, como indica uma forte corrente ascendente dentro da nuvem.
Nuvens que estão ligados a pilei são, muitas vezes, dado o sufixo "pileus" ou "com pileus". Por exemplo, uma nuvem cumulonimbus, com um pileus ligado a ele seria chamado de "cumulonimbus com pileus".
Pilei também podem se formar acima nuvens de cinzas vulcânicas e da nuvem pirocumulus a partir da erupção de vulcões (veja a imagem adjacentes).
Pilei forma acima de uma nuvem de cogumelo de de detonações nucleares de alto nível.
Uma folha de nuvem altostratus geralmente é vista mais abaixo em uma nuvem cumulonimbus, isto é conhecido como uma nuvem de velum.

## Previsão
As nuvens Pileus indicam que a nuvem-pai está crescendo rapidamente, tem muita umidade, e é altamente instável. Isso significa que a nuvem-pai pode crescer rapidamente para se tornar uma nuvem cumulonimbus e continuar a crescer em uma cumulonimbus incus.